# Loxosceles inca
Loxosceles inca là một loài nhện trong họ Sicariidae.
Loài này thuộc chi Loxosceles. Loxosceles inca được miêu tả năm 1967 bởi Gertsch.